# Jill Langley
Jill Langley (* 1937 in Perth) ist eine ehemalige australische Tennisspielerin.

## Karriere
Jill Langley begann mit 10 Jahren mit dem Tennis, nachdem ihrer fünf Jahre älteren Schwester ein Tennisschläger zum Geburtstag geschenkt worden war und sie sich diesen auslieh und trainierte. In der Folge kauften die Eltern ihr einen eigenen Schläger. Sie dominierte nach kurzer Zeit ihre Altersklasse in ihrer Heimatregion.
Nach ihrem Schulabschluss arbeitete Langley in einer Bank und verfolgte gleichzeitig weiterhin ihre Tenniskarriere. Mit 17 Jahren wurde sie für ein Förderprogramm ausgewählt. In der Folge startete sie bei den New South Wales-Meisterschaften in Sydney, wo sie jedoch in einer frühen Runde verlor.
Langleys größter Erfolg ihrer Karriere war das Erreichen des Mixed-Finales bei den Australian Open 1957 mit Billy Knight. Das Finale verloren sie gegen die Paarung Fay Muller und Mal Anderson. 1960 durfte sie mit einer australischen Auswahl nach Europa auf Turniertour reisen. Sie schied sowohl in Wimbledon als auch bei den French Open im Einzel und im Doppel früh aus.

## Finalteilnahmen bei Grand-Slam-Turnieren

### Mixed
| Nr. | Datum           | Turnier     | Belag | Partnerin    | Finalgegnerinnen        | Ergebnis      |
| --- | --------------- | ----------- | ----- | ------------ | ----------------------- | ------------- |
| 1.  | 28. Januar 1957 | French Open | Sand  | Billy Knight | Fay Muller Mal Anderson | 5:7, 6:3, 1:6 |